# Международная федерация максибаскетбола
Международная федерация максибаскетбола (исп. Federación Internacional de Maxibásquetbol asociación, сокр. FIMBA, в русской транслитерации ФИМБА) — международная организация, объединяющая любителей максибаскетбола в мире, в возрасте от 30 лет и старше. Штаб-квартира федерации находится в Аргентине, в городе Буэнос-Айрес. В настоящее время FIMBA объединяет национальные федерации более 40 стран на всех континентах.

## История
Организация была образована 21 августа 1992 года в Буэнос-Айресе, Аргентина. К тому времени движение максибаскетбола росло и распространялось по всему свету, была необходимость создания международного органа, занимающегося организацией ветеранских соревнований по баскетболу. Первым секретарем FIMBA стал аргентинец Эдуардо Родригес Ламас — один из основателей максибаскетбола.
На первом чемпионате мира по баскетболу среди ветеранов, проходивший в Буэнос-Айресе, Аргентина приняли участие 32 команды из 8 стран: Уругвая, США, Гватемалы, Бразилии, России, Эстонии, Финляндии и Аргентины. Были разыграны медали в следующих возрастных категориях: мужчины 35+, 40+, 45+, 50+, 60+ и женщины 35+, 40+.
В 1999 году были созданы региональные секретариаты FIMBA. Европа тоже получила своего секретаря, и в 2000 году в Латвии прошел 1-й чемпионат Европы, в котором приняли участие более 90 команд.
После смерти первого секретаря FIMBA в 2003 году, начиная с 2005 года на чемпионатах мира стали присуждать премию «Eduardo Awards» лучшим игрокам, тренерам, командам по 10 номинациям.
В марте 2005 года на очередном конгрессе ФИБА в Сан-Хосе деятельность ФИМБА была признана успешной.

## Руководство Федерации
Президент — Рубенс Родригес Ламас (Аргентина)
Вице-президент — Нельсон Сильва Чакчио (Уругвай)
Генеральный секретарь — Карлос М. дель Висо (Аргентина)
Генеральный директор Европы — Юха Веттанен (Финляндия)
Генеральный директор Америки — Карлос М. дель Висо (Аргентина)

## Соревнования под эгидой ФИМБА
С 1991 года стал проводиться Чемпионат мира по баскетболу среди ветеранов, проходящий с интервалом раз в два года. Также под эгидой ФИМБА проводят с 2000 года чемпионат Европы и Пан-Американский чемпионат.
29 сентября 2007 года FIMBA организовала и провела первый MAXI DAY. В этот день более 10000 ветеранов баскетбола по всему миру играли в свою любимую игру. С тех пор MAXI DAY проводится ежегодно в последнее воскресенье сентября.

## Основные правила проведения соревнований ФИМБА
Соревнования проводятся в следующих возрастных категориях:
- для мужчин и женщин — 30+, 35+, 40+, 45+, 50+, 55+, 60+
- для мужчин — 65+, 70+, 75+

Минимальным количеством стран для розыгрыша медалей в категории должно быть три.
Каждая страна может заявить больше, чем одну команду в категории, но при этом в финальном матче не могут быть команды из одной страны.
Чемпионат мира проводится за 10 дней, из них 3 дня отдыха предоставляется каждой команде на протяжении всего мероприятия. Ни одна команда не может играть два матча подряд менее чем за 20 часов, все команды играют не меньше четырёх и не более семи игр в чемпионате. Мужчины категории от 60 + и женщины от 50+ не могут играть больше 5 игр.